# Avesta högre allmänna läroverk
Avesta högre allmänna läroverk var ett läroverk i Avesta verksamt från 1897 till 1968.

## Historia
Skolan var ursprungligen Avesta elementärskola som inrättades 1897. 1912 blev skolan Avesta kommunala mellanskola och 1930 Avesta samrealskola.
År 1948 tillkom ett kommunalt gymnasium och 1951 var den nya skolbyggnaden klar som sedan användes. 1954 erhöll gymnasiet examinationsrätt  1959 blev skolan Avesta allmänna läroverk. Skolan kommunaliserades 1966 och upphörde som läroverk 1969 efter att 1967 namnändrats till Domarhagsskolan. Studentexamen gavs från 1954 till 1968 och realexamen från omkring 1914 till omkring 1969.